# Nysius coenosulus
Nysius coenosulus är en insektsart som beskrevs av Carl Stål 1859. Nysius coenosulus ingår i släktet Nysius och familjen fröskinnbaggar. Inga underarter finns listade i Catalogue of Life.